# 鈴木里一郎
鈴木 里一郎（すずき さといちろう、1892年（明治25年）8月5日 - 1969年（昭和44年）12月12日）は、日本の政治家、実業家。

## 来歴・人物
明治25年（1892年）、静岡県敷知郡篠原村（のち浜名郡篠原村、現・浜松市中央区）に生まれる。
明治大学を経て画商として名を成し、東京・銀座の代表的な画廊の一つ、青樹社画廊を経営する。
昭和22年（1947年）の第23回衆議院議員総選挙では日本自由党から出馬し、当選を果たす。
同年、設立された東京電気自動車の外山保より、義父である鈴木に資金要請の相談が入り、画廊の顧客でもあったブリヂストン社長の石橋正二郎から出資を得ることとなった。石橋が400万円、鈴木その他が300万円を出資し、資本参加することとなり、昭和24年1月、鈴木が経営上の全責任を負う社長に就任し、石橋は会長に就任。
昭和24年（1949年）2月、市ヶ谷に初の販売拠点を開設。社名をたま電気自動車に改称し、再出発させた。
その後、組織改編を経て、昭和29年（1954年）にプリンス自動車販売となり、社長に留任するとともに、会長には団伊能（三井財閥総裁団琢磨の長男、東京帝大助教授、貴族院議員、実業家）を迎える。
同社は、先進的な試みを多く行ったことで知られ、日産やトヨタなどの上位メーカーをも凌駕する先進技術を投入し、業界に大きなインパクトを与え、スカイラインやグロリアといった自動車史に残る車種を発表。昭和30年代後半にはモータースポーツでも華々しい活躍を見せた。
昭和44年（1969年）、死去。

## 参考
- 『衆議院要覧. 昭和22年12月現在 乙』衆議院事務局、1948年。
- 『人事興信録 17版 上』人事興信所、1953年。
- 『戦後の日本車-1』（二玄社 1977）
- 『スカイライン伝説の誕生』（グランプリ出版 1995）
- 『世紀の大画商たち』（駸々堂出版 1987）
- 衆議院・参議院『議会制度百年史 - 衆議院議員名鑑』大蔵省印刷局、1990年。